# Altenberga
Altenberga település Németországban, azon belül Türingiában. Lakosainak száma 772 fő (2023. december 31.).

## Népesség
A település népességének változása:
| Lakosok száma | 762  | 757  | 748  | 747  | 772  |
|               | 2017 | 2019 | 2021 | 2022 | 2023 |